# Rodrigo Maria Berquó
Rodrigo Maria da Gama Freitas Berquó (Rio de Janeiro, 1 de janeiro de 1839 — Lisboa, 17 de março de 1896), também referido pelo nome de Rodrigo Cantagalo, foi um engenheiro e arquiteto português, nascido no Brasil. Destacou-se como diretor do Hospital Termal Rainha D. Leonor, em Caldas da Rainha, Portugal.

## A família Berquó
As origens da família Berquó remontam à ilha Terceira, nos Açores, no último quartel do século XVII, de lá tendo passado à ilha do Faial. Alguns membros da família acompanharam transferência da corte portuguesa para o Brasil (1808-1821), tendo posteriormente entrado ao serviço do Império do Brasil.,

## Caldas da Felgueira
Foi contratado pela Companhia de Águas da Felgueira para realizar o projeto das obras de exploração das águas das Caldas da Felgueira, exercendo as funções de arquiteto e diretor técnico daquele balneário entre 1882 e 1887.

## Caldas da Rainha
Tomou posse do cargo de Administrador do Hospital Termal nas Caldas da Rainha em 1888, mantendo-se até 1896.
A sua obra destacou-se não apenas no tocante à administração do hospital e nas reformas que instituiu, no próprio hospital e nas suas áreas anexas, como a Mata Rainha D. Leonor e o Parque D. Carlos I, mas também na própria urbanização da vila, em que teve papel modernizador, através de novas posturas, determinante na qualidade de presidente da Câmara durante um ano. Promoveu não apenas a abertura e a urbanização de vias, como também a captação e canalização de águas para o abastecimento público e o matadouro municipal, assim como demarcou o terreno do Teatro Pinheiro Chagas na nova urbanização da Praça 5 de Outubro, principiado em 1897 e inaugurado em 16 de setembro de 1901. Em 1892, as obras do Parque foram dadas por concluídas e, nesse mesmo ano, o Hospital Termal foi autorizado a contrair um vultoso empréstimo na Caixa Geral de Depósitos, para obras. Faleceu no exercício das suas funções, deixando o seu plano sem plena concretização.
Sucedeu-lhe como administrador o Dr. José Filipe de Andrade Rebelo, que, no primeiro relatório da sua gestão, decidiu que as obras do Hospital D. Carlos I cessassem, sob o argumento de que o que as Caldas precisavam era de obras no Hospital Termal e não de novo hospital (Pavilhões do Parque). Esses pavilhões permanecem inacabados até aos nossos dias.
Por ocasião do centenário da morte de Berquó, o Centro Hospitalar das Caldas da Rainha, cujo Conselho de Administração era presidido pelo médico Mário Gonçalves, organizou uma homenagem comissariada por Jorge Mangorrinha, na qual se realizaram um concerto, o descerramento no Parque D. Carlos I de uma placa escultórica da autoria de José Aurélio e uma exposição evocativa na antiga Casa Real.